# Spirama revolvens
Spirama revolvens là một loài bướm đêm trong họ Erebidae.